# Yas Viceroy Abu Dhabi
Yas Viceroy Abu Dhabi (w latach 2009–2011: The Yas Hotel) – hotel przylegający do obiektu Formuły 1 Yas Marina Circuit w Abu Zabi.

## Architektura
Hotel został zaprojektowany przez Haniego Rashida oraz Lise Anne Couture i wybudowany przez Al-Futtaim Group Carillion dla Aldar Properties. Jego budowa rozpoczęła się w 2007 roku, a do użytku został oddany 1 listopada 2009 roku wraz z rozpoczęciem inauguracyjnego Grand Prix Abu Zabi 2009.
Hotel mieści 499 pokoi w dwóch budynkach połączonych mostem z widokiem na Yas Marina Circuit. Na zewnątrz budynku zamontowano 5000 pojedynczych szyb świecących w różnych kolorach w systemie LED.

## Nagrody
| Rok  | Nagroda             | Kategoria                                         | Wynik   |
| ---- | ------------------- | ------------------------------------------------- | ------- |
| 2010 | Cityscape Abu Dhabi | Best Commercial, Office, Retail Built Development | Wygrana |